# Elvere i Elverfolket
Elverne er en race i Elverfolket, som er en tegneserie skrevet af Wendy og Richard Pini, der handler om nogle elvere på Verdenen med de To Måner, og deres søgen efter deres oprindelse og sted i verden.

## Oprindelse
Elverne nedstammer fra en rumfarende race kendt som De Høje, som blev ledsaget af små arbejdere (senere trolde) og vingede små væsener (senere Spindere). En isoleret gruppe af Høje, der ledte efter andre af deres slags, stødte på en ukendt planet med to måner, beboet af mennesker.
Ved at iagttage planeten fra rummet lærte de om menneskets legender, der antydede at andre Høje engang havde besøgt planeten. Med det formål at kommunikere med menneskene for at lære mere, omformede De Høje deres kroppe til elverform, og deres rumskib til et middelalderligt Palads. Lige da de skulle til at lande, gjorde troldene oprør og sendte skibet 10.000 år tilbage i tiden, til en tid hvor mennesket knap var mere end et dyr. De primitive mennesker dræbte nogle af elverne og drev resten på flugt. Spinderne fulgte med nogle af elverne, mens troldene etablerede sig i kolonier under jorden. 
På den måde var elverne både årsag til og et resultat af et tidsparadoks, for de legender De Høje havde set handlede i virkeligheden om deres egne tidsskiftende efterkommere. 
De fleste af De Høje uddøde, og deres efterkommere glemte fuldstændig deres oprindelse indtil Ilders søgen førte til den viden på ny. 

## Fysiske Karakteristika
Elverne i Elverfolket er stort set humanoide, men adskiller sig fra mennesker ved følgende ting:
- Ører – elvernes tydeligste kendetegn. De er væsentligt større end menneskeører og meget spidse. Deres ørespidser hviler på fremtrædende kanter på hver side af kraniet.
- Øjne – større end menneskeøjne, med skrå øjenlåg.
- Kindben – høje og fremtrædende.
- Næser – små og smalle og ser ud som om de er for små at trække vejret igennem.
- Hår – meget finere og silkeagtigt end menneskehår (Ulverytternes hår er tykkere end de renblodede elveres på grund af deres ulveblod).
- Skæg – findes ikke, bortset fra hos de mandlige Ulveryttere som får "ansigtspels" – bakkenbarter, skæg og overskæg – efter at have levet i adskillige århundreder.
- Fingre og tæer – kun fire på hver hånd og fod.
- Højde – nogle elvere, som Savah og Flyvefolket, er lige så høje som mennesker, selvom de er mere spinkle. De fleste af Ulverytterne, Solfolket og De Hjemvendte er meget kortere og måler ca 120 cm.
- Hudfarve – elvere har generelt den samme variation i hudfarven som mennesker. Solfolket, der bor i ørkenen, har mørkebrun hud. Ulverytterne har tilpasset sig køligt tempereret klima; de er blege eller rødmossede, men får farve i varmere klima. De Hjemvendte er lyse i huden som følge af at leve på tundraen i Abodes nordlige bjerge. Flyvefolket, som bor i bjergene og sjældent kommer ud, er så blege, at de næsten er gennemsigtige.

## Stammer
Efter deres ankomst på Verdenen med de To Måner, delte elverne sig i flere forskellige stammer. Disse stammer adskiller sig fra hinanden både kulturelt, men også med hensyn til udseende. 

### Ulverytterne
Ulverytterne er et jæger-samler samfund af natlige elvere, som har ulveblod, hvilket giver dem helt unikke karakteristika i forhold til andre elvere.

### Solfolket
Solfolket er en fastboende, stort set landbrugsbaseret, ørkenstamme, hvis mørke hud hjælper med at beskytte dem mod det stærke sollys. De er efterkommere af en gruppe skovelvere, som flygtede fra menneskene og etablerede landsbyen i Sorgs Ende ("Sollandsbyen") i en oase midt i en ørken, hvor kun de færreste mennesker eller trolde turde vove sig ud. Her oprettede elverne et fredeligt og idyllisk samfund, hvor næsten alle var tilfredse. Solfolket udviklede landbrugsteknikker, kunst og håndværk, bl.a silkevævning og smykkefremstilling. Solfolket var oprindeligt de mindst hårde af elversamfundene og var sjældent klar til at stå over for kriser – en uheldig tilstand, som landsbyens helbreder, Leetah, uvidende forstærkede med sin vane med øjeblikkeligt at behandle de mindste medicinske problemer, hvilket gjorde Solfolket uvante til ekstrem fysisk anstrengelse. 
De venlige, tillidsfulde og åbenhjertede landsbyboere bød velkommen til deres radikalt anderledes slægtninge, Ulverytterne, kort efter at disse var ankommet til Sollandsbyen, og de to stammer påbegyndte en gensidig udveksling af deres kulturer. Som et resultat af deres interaktion med Ulverytterne, blev Solfolket mere aktive. Især var Lillepil i stand til at danne en gruppe jægere og krigere fra Solfolket, som kaldte sig selv ulvehunderyttere, fordi de red på en krydsning mellem Ulverytternes ulve og de fastboende ørkenhunde. 
Indimellem er medlemmer af andre stammer – for det meste Ulverytterne – frivilligt blevet boende i Sorgs Ende for at nyde det fredelige liv. Nogle gange har det været midlertidigt; andre gange har det – som det skete med Ulverytter-parret Trætop og Regndråbe – været for resten af livet.
Selvom Sorgs Ende beskyttede dets beboere i næsten 20.000 år, faldt landsbyen til sidst i hænderne på en hær af mennesker, der søgte nyt land, hvor de kunne slå sig ned (den historie blev fortalt i "New Blood"-serien). Solfolket evakuerede landsbyen og gemte sig i de nærliggende huler; kort tid efter fløj en gruppe Ulveryttere ud i ørkenen med Paladset og reddede Solfolket. De to stammer rejste tilbage til Den Store Skov, hvor Ulverytterne nu bor i skoven og Solfolket bor i Paladset, kort derfra. De to stammer er på mange måder blevet en enkelt "Ulverytter-Solfolk"-stamme. 

#### Nulevende Solfolk
Nulevende Solfolk er de, som var i live og en del af historien under og efter Elverfolket 1-20.
- Savah: Kvinde, i live. Yureks livsledsager. Kendt som Mindernes Moder. Solfolkets leder og den næstældste elver i verdenen (efter Timmain, den sidste overlevende af De Høje). Hun er i besiddelse af mange af elvernes magiske kræfter. En af de få, som kan "gå ud" af kroppen.
- Soløje (Rigtige navn: Anatim): Mand, i live. Ældre landsbyboer, som er blind (efter at have set for tit og længe på solen), men han foretrækker denne tilstand med den øgede følsomhed, som gør ham i stand til at opfange ting som folks tanker og væremåde.
- Toorah: Kvinde, i live. Soløjes livsledsager; mor til Leetah og Shenshen. Hun er dygtig med nåle, salver og andet traditionel medicin.
- Leetah: Kvinde, i live. Ilders livsledsager, elsker med bl.a Tyde, Rødtjørn og Skumring. Meget dygtig helbreder. Mor til tvillingerne Solstrejf og Glød. Hun genkendte Ilder ved deres første møde og fulgte til sidst det biologiske krav om at være hans livsledsager. Bor nu sammen med Ulverytterne.
- Shenshen: Kvinde, i live. Leetahs lillesøster. Dygtig jordemoder og urtesamler. Hun har været elsker med Tyde, Pløk, Skot, Krim og muligvis Rødtjørn.
- Rayek: Mand, i live. Solfolkets bedste jæger før Ulverytternes ankomst, med adskillige magiske evner som svag telekinese (som senere blev forstærket) og et paralyserende blik. Han følte, at han var blevet erstattet af Ulverytterne og forlod derfor Sorgs Ende. Han kom derefter til Gråskarns trolderige og reddede Ekuar, som blev hans mentor og tætte ven og viste ham, hvordan han kunne forstærke sine kræfter. Derefter bosatte han sig hos De Hjemvendte, og blev senere en uafhængig mager med endnu stærkere magiske kræfter. Han er noget af en antihelt; han påstår altid at han kun ønsker det bedste for elverne og vil forbedre deres liv, men samtidigt har han det med at se bort fra andres ønsker, når han udfører sine planer. En af disse planer resulterede i, at Ilder blev adskilt fra Leetah, Tyde og tvillingerne i 10.000 år. Dene eneste måde Rayek kunne forsone sig med Ilder på, var ved at lade Ilder tæve ham halvt ihjel for at få hævn. Han reddede elverne fra total tilintetgørelse ved at absorbere Vindpusts sjæl og holde den fanget i sin krop – en konstant og forfærdelig byrde, som de andre elvere knap kan forestille sig.
- Ahdri: Kvinde, i live. Savahs tjener og konstant ved hendes side. Der har for nylig været fremlagt beviser på, at de er beslægtet, da Ahdri muligvis er Tekshus barnebarn. Ahdri er Flyvlings elsker. Hun udviklede med tiden stenformer-evner, som var til stort forsvar for Sorgs Ende, da den først blev truet af De Hjemvendte og senere af mennesker anført af trolden Thuggop. I den store invasion af Sorgs Ende, ofrede Ahdri sig selv for at redde Savah, og blev hårdt såret af Thuggop, hvilket tillod Savah og de andre landsbyboere at undslippe. I lang tid mente man, at hun var død, men senere blev det afsløret, at Ahdri faktisk lå i suspenderet animation i Spindernes puppe og ventede på at blive helbredt, selvom hun stadig havde nok bevidsthed til hele tiden at forme klipperne omkring Sorgs Ende for at holde fremmede væk. Hendes puppe blev fundet af trolde, som tog den med til de huler, hvor Gråskarn engang havde sit rige. Her blev hun fundet af Egerod og Skovbæk, som tog hende med til Paladset, så Leetah kunne helbrede hende.
- Ruffel: Kvinde, i live. Oprindeligt introduceret sammen med Maleen og Vurdah som en af tre unavngivne elverpiger, som var sammen med Ulverytteren Tyde. Hun fik sit navn i en kort historie "Hjertets Veje", der fortalte mere detaljeret om deres forhold. Hun har bølget rødt hår og foretrækker lette, flagrende kjoler.
- Maleen: Kvinde, i live. En anden af Tydes elskere. Hun har langt sort hår og foretrækker mørkt, tætsiddende tøj.
- Vurdah: Kvinde, muligvis i live. Hun har kobberfarvet bølget hår, bærer en gylden halvkrone, og foretrækker to-delte klæder med nederdel. Hendes forhold til Tyde, Ruffel og Maleen var centralt i historien "Hjertets Veje". De andre to piger var godt tilfredse med at more sig med Tyde og hinanden, men Vurdah længtes efter at genkende Tyde og det gjorde hende jaloux på de andre to. Hun tiggede endda Leetah om at fremtvinge Genkendelsen, men Leetah fortalte hende, at begge parter skulle ønske det lige meget. Vurdah overvejede endda at gøre forholdet forbi. Vurdah optræder ikke i "The Searcher and the Sword" selvom Ruffel og Maleen gør.
- Shushen: Mand, afdød. En af Lillepils oprindelige Ulvehunderyttere. Da De Hjemvendte angreb Sollandsbyen, var han og Lillepil elskere. Hans død (han blev dræbt af en Hjemvendt) fik Lillepil og de andre elvere til at tage en blodig hævn, hvilket forvandlede et kort slag til en massakre.
- Dodia: Kvinde, i live. En af Lillepils Ulvehunderyttere. Hun rejste senere med ham til Den Stedsegrønne Skov. Kort efter mødte elverne den psykopatiske Flyver Dørvogteren, Dodia genkendte ham og blev gravid med hans barn – kun for at slå ham ihjel kort efter. Derefter opfostrede hun sin søn, No-Name, i hemmelighed i frygt for at Dørvogterens ånd ville besætte drengen.

#### Historiske Solfolk
Historiske Solfolk er de, som er døde eller på anden måde har forladt historien før Elverfolket 1-20. 
- Alekah: Savahs barnebarn, Tekshus bedstemor. Hun brugte sine stenformer-kræfter på at skabe Solsymbolet på Skæbnebroen. Hun døde senere af feber.
- Tekshu: Alekahs barnebarn, bedstefar til Ahdri. Han var Solfolkets sidste stenformer, før Ahdri opdagede sine evner. Han døde af et klapperslangebid.
- Thiro: Thiro var en af Leetahs første elskere. Hans uheldige død – han blev sparket i hovedet af en gnut – fik Leetah til at stå ansigt til ansigt med døden og udvikle sine helbrederkræfter.
- Yurek: En stærk stenformer og Savahs livsledsager. Yurek var besat af at skabe Skæbnebroen; han fudførte den på sit eget livs bekostning. Det er uklart, om han faldt eller hoppede ud fra broen.

### Flyvefolket
Flyvefolket er en race af høje elvere, som næsten alle har evnen til at svæve. For at undgå mennesker har de forseglet sig selv i det udhulede Blå Bjerg, hvor de bruger tiden på kunst og på at tænke. De er arrogante og dekadente, især den mørkklædte Vindpust. 

### De Hjemvendte
De Hjemvendte ønsker, som deres navn viser, at vende hjem til Paladset. Men Paladset bevogtes af Kong Frådsemås' trolde, og derfor har De Hjemvendte udviklet sig til brutale og barbariske krigere, der konstant ligger i krig med troldene. Selvom De Hjemvendte ikke er klar over det, har deres høvding, Kahvi, ulveblod i årerne. 

### Wavedancers
Wavedancers er en elverstamme, som søgte tilflugt i havet. Takket være elvernes evne til at omforme deres kroppe, har Wavedancers gennemgået fysiske forandringer og har fået finner og fiskelignende haler, så de bedre kan begå sig i vandet.

## Levetid
De fleste elvere er udødelige, medmindre de bliver dræbt i krig, eller dør af sygdom eller ved en ulykke. Den ældste nulevende elver, Timmain, har levet i mindst 20.000 år. 
Ulverytterne vil dog på grund af deres ulveblod blive gamle og dø – noget de glemte under deres konflikt med menneskene grundet den periodes høje dødelighedsrate. Det er uvidst hvor længe en Ulverytter kan leve, men nogle er blevet helt op til 3000 år gamle. Ulveblodet kan fjernes af en helbreder, men en så gennemgående forandring er noget, som de fleste Ulveryttere finder skræmmende. De eneste to Ulveryttere, der har gjort det er Tyde (i desperation), og Flyvling som fik sit ulveblod fjernet som spæd. 
Efter døden overlever en elvers udødelige sjæl. De fleste elversjæle rejser til Paladset, men nogle – især Ulverytternes – bliver tilbage for at våge over deres folk. 

## Forplantning
På grund af deres ekstremt lange levetid, har elvere en meget lav fødselsrate. Stabile og fredfyldte elversamfund som Solfolket og Flyvefolket har ikke oplevet dødsfald i lange perioder og derfor heller ingen fødsler, mens Ulverytterne og De Hjemvendte, der i århundreder har ligget i krig med henholdsvist mennesker og trolde, har en højere fødselsrate for at opretholde deres antal, selvom dette stadig er meget lavt sammenlignet med mennesker.
Elvere har også en lang graviditet – omkring to år. Årsagen til dette er endnu ukendt, men fødslen af et barn er altid en begivenhed, som alle ivrigt ser frem til. Hos elverne er et koncept som abort fuldstændig utænkeligt. 
På grund af den lave fødselsrate, og det faktum at elverne ikke kender til seksuelt overførte sygdomme, anses sex som værende mere en fornøjelse end som en måde at reproducere på, og der findes meget få tabuer omkring det. En af reglerne er, at seksuel aktivitet ikke finder sted, hvis der er yngre børn til stede. 

## Forhold: Elskere og Livsledsagere.
Elvere, som danner tilfældige forhold med partnere af hvert køn, kaldes elskere, og det er meget almindeligt for en elver at have flere elskere ad gangen. Selvom det ikke er et ægteskab, kan elskere være meget tætte, og tabet af en elsker kan føles meget traumatisk. 
Nogle elvere vælger partnere, normalt af det modsatte køn, for livet, hvilket kaldes livsledsagere. Dette er det tætteste, elverne kommer på ægteskab, men der er ikke nogen forhindring for at en eller begge livsledsagere kan tage elskere af hvert køn, så længe som den anden ikke protesterer. Mens livsledsagere normalt deler sjælenavne, er dette ikke tilfældet hos elskere. 
Mens elvere tilsyneladende er følelsesmæssigt loyale mod deres livsledsagere, er det meget frie omkring deres seksualitet. Selv efter at have haft et anspændt forhold til Rayek i adskillige år, opfordrer Ilder alligevel Leetah til at ligge hos Rayek, da synet af dem (Ilder og Leetah) har gjort ham fortvivlet. 
Sådanne arrangementer går normalt stille for sig, selvom ejerfornemmelse og jalousi også finder sted. Frihed og uafhængighed i et forhold var meget vigtigt for Leetah, da hun overvejede hvorvidt hun skulle indgå i et forhold med Ilder; Savah fik hende til at indse, at Ulverytterne også sætter pris på frihed, og at Ilder ikke ville kontrollere hende. Som Savah forudsagde, forvandlede parrets genkendelse sig til en dyb, gensidig kærlighed.

## Genkendelse
En side-effekt af elvernes telepati og lave fødselsrate er fænomentet "Genkendelse". Når to genetisk matchende elvere af hvert køn mødes, oplever de en pludselig og uimodståelig trang til at parre sig og få børn. En Ulverytter, som møder Genkendelsen, afleverer ufrivilligt sit sjælenavn til den anden genkendte elver. Dette beskrives som at "Sjæl møder sjæl, når øjnene mødes"
Genkendelse er en fuldstændig ufrivillig trang, som ikke tager hensyn til allerede eksisterende forhold. Dette kan forårsage store spændinger mellem en, eller begge som oplever det, og deres partnere; selvom Genkendelse ikke kræver dannelse af et varigt forhold, er dette meget almindeligt. Dette skyldes sandsynligvis, at begge elverne kender hinandens sjælenavne, hvilket fjerner alle barrierne hos en person. Som regel opstår der gensidig respekt, også selv om et længerevarende forhold ikke dannes. Nogle elvere har prøvet at modstå Genkendelsen, men dette får dem kun til at svækkes både fysisk og psykisk. Selvom det er blevet antydet, at dette kan være fatalt på længere sigt, findes der intet fortilfælde af en sådan begivenhed. 
Formålet med Genkendelse er at producere sunde børn, som har forstørret deres nedarvede karakteristika. Uanset de følelsesmæssige problemer forbundet med Genkendelse, er alle elvere enige om, at børn af Genkendelsen har større fysiske, mentale og magiske gaver end de, som fødes udenfor Genkendelsen. For eksempel har Ilder og Leetahs børn, Solstrejf og Glød, henholdsvist et enormt magisk potentiale og fysisk hårdhed. Der er også fordele for voksne elvere, der er genkendt. Eksempelvis er de genkendte elvere, Trætop og Regndråbe, ekstremt produktive set med elverøjne.